# Карафтит
Карафти́т (эвенк. Каравкит) — посёлок в Баунтовском эвенкийском районе Бурятии. Входит в сельское поселение «Витимканское».

## География
Расположен на правобережье реки Витимкан, в 112 км по прямой к юго-западу от районного центра, села Багдарин, на речке Карафтит (в 2 км к югу от места её впадения в Витимкан), и в 36 км по автодороге юго-западнее центра сельского поселения — посёлка Варваринский. На западной окраине посёлка находится заброшенный аэродром.
В 4 км к северу от Карафтита — устье реки Икат, вверх по долине которой идёт старая дорога в Баргузинскую долину. Далее за водоразделом Икатского хребта дорога идёт вниз по левому притоку Гарги — одноимённой реке Икат.

## Население
| 2002 | 2010 |
| ---- | ---- |
| 13   | ↘4   |

## История
Карафтит (эвенк. Каравкит — «место засады [на зверя]») известен как перевалочный пункт с начала XX века. Через посёлок проходила дорога из Баргузина на золотые прииски Баунта, по которой осуществлялось снабжение продовольствием и снаряжением. В 1914 году в посёлке открыли телеграфную станцию. В первые десятилетия существования СССР Карафтит был центром Витимо-Витимканской группы приисков. В 1960—1980-е годы в посёлке была база геологоразведовательной партии Багдаринской экспедиции.